# Unitarismus (Religion)

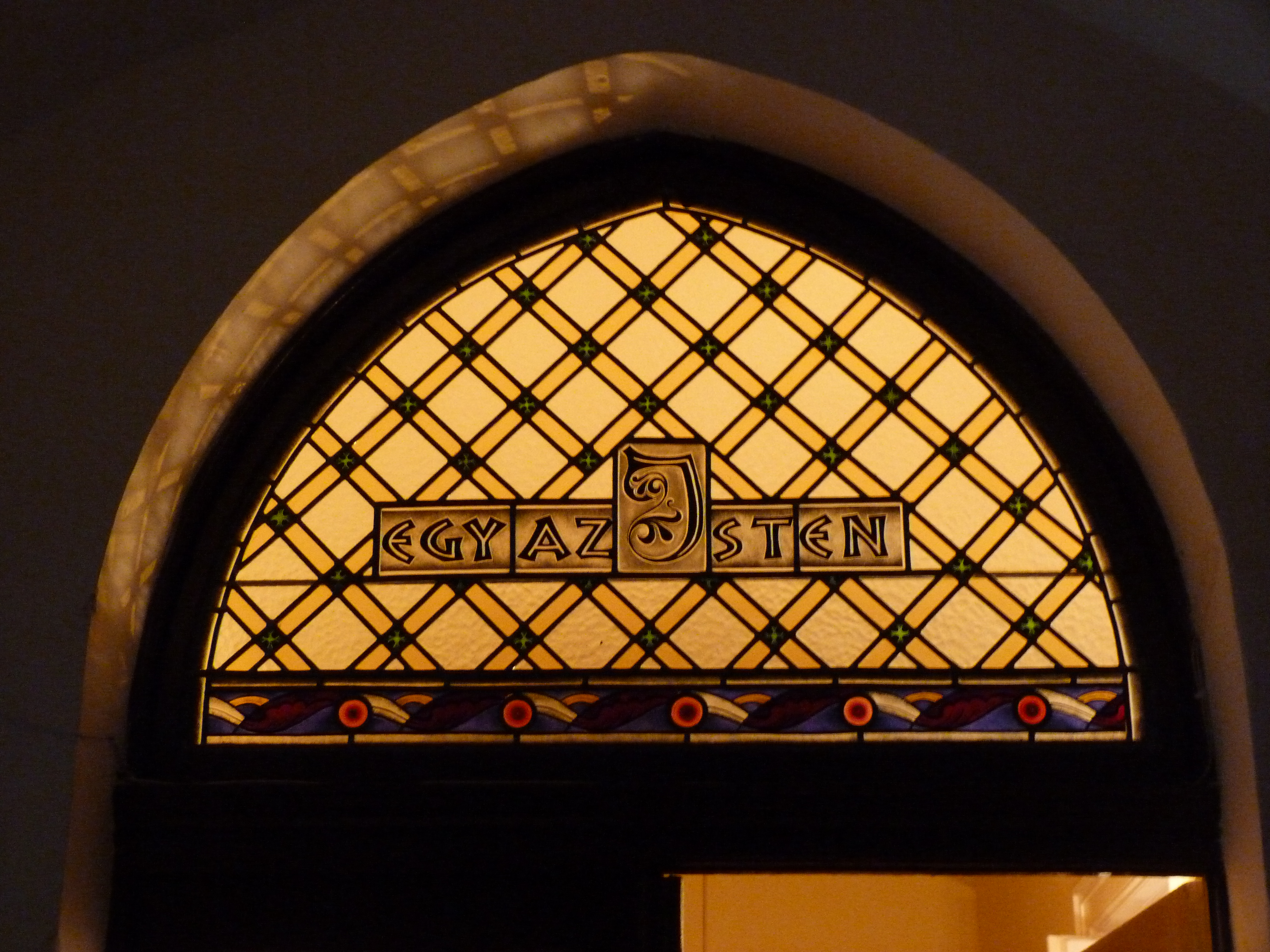
Wahlspruch der antitrinitarischen Unitarier: Gott ist einer (Egy az Isten) an der Unitarischen Kirche Budapest

Unitarismus (von lateinisch unitas „Einheit“) bezeichnet eine aus der radikalen Reformation stammende theologische Auffassung, welche die Trinitätslehre und die Göttlichkeit des Jesus von Nazaret ablehnt, und weitergehend eine religiöse Bewegung, die geschichtlich aus dieser theologischen Auffassung entstanden ist. War der Unitarismus zunächst allein eine christlich-reformatorische Konfession, öffnete sich ein Teil von ihr ab Ende des 19. Jahrhunderts auch für andere religiös-philosophische Strömungen. Die unitarische religiöse Bewegung besteht heute sowohl aus theistischen, insbesondere christlichen Gemeinschaften, die an der nichttrinitarischen Gottesvorstellung festhalten, als auch aus Gemeinschaften, die explizit für Atheisten und Agnostiker offenstehen. Eine Gemeinsamkeit der verschiedenen unitarischen Gemeinschaften ist, dass sie „Gewissensfreiheit und eigenständiges Denken in Glaubensfragen“ über religiöse Dogmen stellen.
Trotz der Unterschiede in der Glaubensvorstellung war die Mehrzahl der unitarischen und unitarisch-universalistischen Gemeinschaften bis 2021 in einem internationalen Dachverband vertreten, dem International Council of Unitarians and Universalists (ICUU: Internationaler Rat der Unitarier und Universalisten).

## Name
Der Name Unitarier leitet sich aus dem lateinischen unitas für Einheit ab. Der Begriff wendet sich somit gegen die christlich-trinitarische Vorstellung einer Dreieinigkeit Gottes (lat. trinitas) und betont stattdessen die unteilbare Einheit Gottes. Unter christlichen Unitariern findet sich daher der Wahlspruch Gott ist einer, der aus Dtn 6,4  (Schma Jisrael) abgeleitet ist:
Höre, Israel, der Herr ist unser Gott, der Herr ist einer.

## Verbreitung

### International

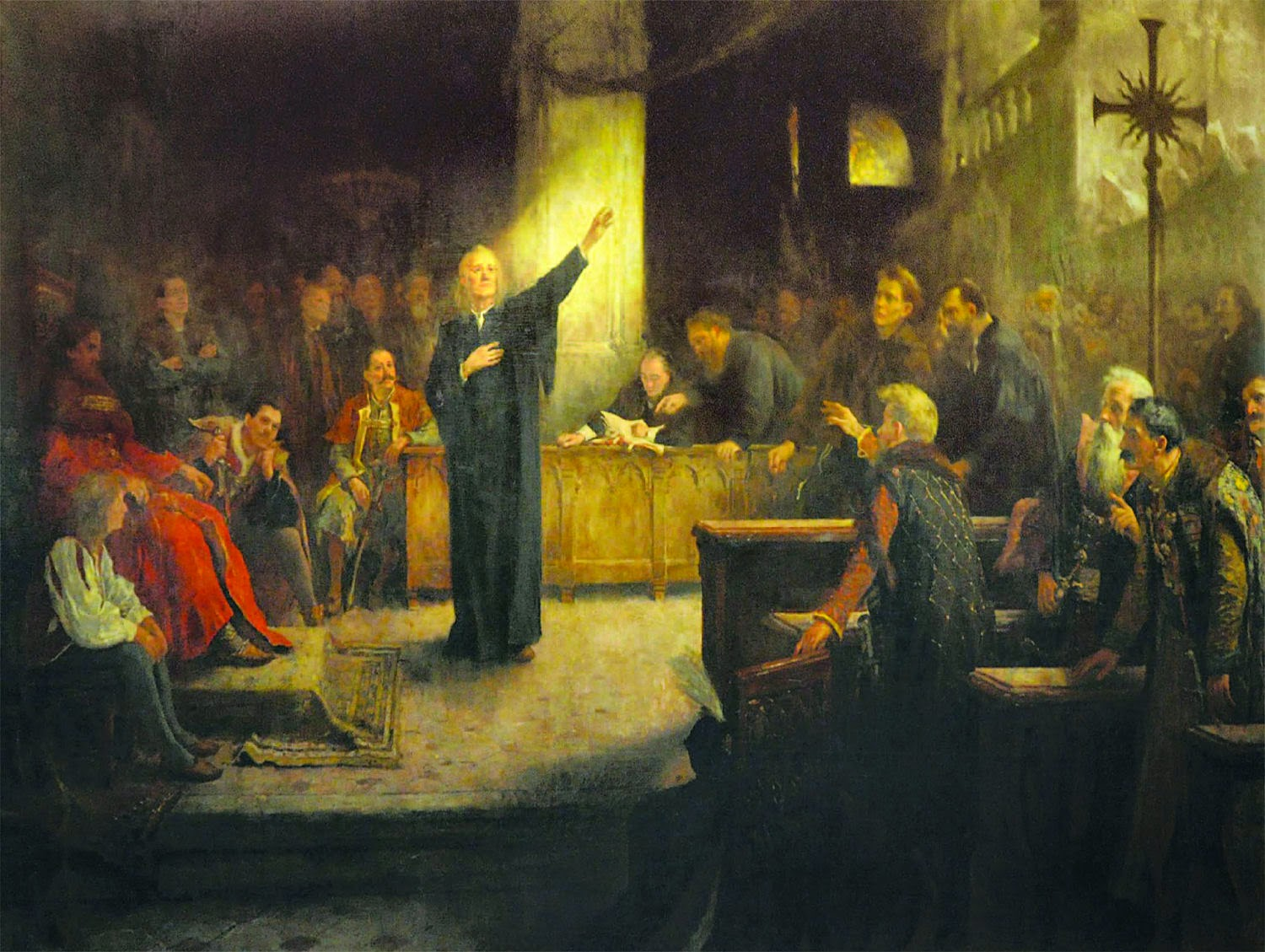
Ferenc Dávid am Landtag von Torda, Königreich Ungarn (1568)

Unitarische Glaubensgemeinschaften finden sich heute weltweit. In Europa sind Unitarier vor allem in Rumänien (Siebenbürgen), Ungarn, Großbritannien und Deutschland beheimatet. Darüber hinaus waren die niederländischen Freisinnigen Mitglied des unitarisch-universalistischen Weltverbands (bis zu seiner Auflösung im Jahre 2021). In Nordamerika leben die meisten Unitarier im Nordosten der USA. Ein erstes Zentrum des amerikanischen Unitarismus war Neuengland.
Der 1995 gegründet International Council of Unitarians and Universalists (ICUU, deutsch: Internationaler Rat der Unitarier und Universalisten) hatte Mitgliedsgruppen in Europa, Afrika, Nordamerika, Südamerika, Asien und Ozeanien. Ziel des ICUU war es, sämtliche Richtungen der Unitarier und Universalisten zusammenzufassen.
Die weltweit größte unitarische Gemeinschaft ist die Unitarian Universalist Association (UUA), die 1961 aus einem Zusammenschluss nordamerikanischer Unitarier und Universalisten entstanden ist. Die UUA hat keine für ihre Mitglieder verbindliche Glaubensaussage, sondern zeichnet sich aus durch die Unterstützung für spirituelles Wachstum sowie das Einstehen für eine freie und verantwortliche Suche nach Wahrheit und Sinn. Dadurch finden sich bei der UUA neben Theisten auch Atheisten, Agnostiker, Pantheisten und Deisten, neben christlichen Unitariern auch Humanisten, Buddhisten und Neopaganisten.
Die zweitgrößte unitarische Gemeinschaft ist die Unitarische Kirche Siebenbürgen, die sich anders als die UUA weiterhin als christlich versteht, da sie Jesus als Lehrer und Propheten anerkennt, sich aber durch ihre nichttrinitarische Gottesauffassung und ihre Ablehnung religiöser Dogmen von vielen anderen christlichen Kirchen unterscheidet.
Im deutschsprachigen Raum ist die größte unitarische Gemeinschaft die Unitarier – Religionsgemeinschaft freien Glaubens, die historisch auf die freireligiöse Bewegung zurückgeht und nach ihrem Selbstverständnis eine freiheitliche, nicht-christliche, pantheistische und humanistische Religionsgemeinschaft ist. Des Weiteren gibt es im deutschsprachigen Raum die Unitarische Freie Religionsgemeinde in Frankfurt am Main, die Unitarische Kirche in Berlin und die Christlichen Unitarier in Deutschland und Österreich.

### Deutschland
Viele der heute in Deutschland vertretenen unitarischen Gemeinschaften vertreten einen nicht-christlichen humanistischen Unitarismus, der historisch nicht mit dem christlich-antitrinitarischen Unitarismus der Reformationszeit in Verbindung steht. Daneben gibt es auch Gruppen, die an der christlichen Ausrichtung festhalten. In Deutschland bestehen unter anderem die Unitarier – Religionsgemeinschaft freien Glaubens, die Unitarische Freie Religionsgemeinde in Frankfurt am Main, die Unitarische Kirche in Berlin, die Christlichen Unitarier sowie regionale Gruppen der unitarisch-universalistischen European Unitarian Universalists (u. a. in Frankfurt am Main und in Kaiserslautern).
Die Unitarier – Religionsgemeinschaft freien Glaubens haben sich historisch aus der Freireligiösen Bewegung und die Unitarische Freie Religionsgemeinde (Frankfurt am Main) aus dem Deutschkatholizismus des 19. Jahrhunderts entwickelt und die Bezeichnung Unitarier erst im 20. Jahrhundert angenommen. Die Unitarier – Religionsgemeinschaft freien Glaubens waren Gründungsmitglied des ICUU und das einzige deutsche Mitglied dieses Weltverbandes.
Als weitere Strömung gibt es in Deutschland einen völkisch ausgerichteten Unitarismus. Diese Richtung einer „arteigenen Religion“ ist aus der völkisch orientierten Deutschen Glaubensbewegung entstanden und steht in keinem Zusammenhang zur antitrinitarischen und liberal-christlichen Tradition des Unitarismus. Ihre Vertreter haben sich insbesondere im Bund Deutscher Unitarier gesammelt.

### Österreich
In Linz besteht eine christlich-unitarische Gemeinde. Bis 2019 bestand in Österreich das Unitarisch-Universalistische Forum. Der Name nahm Bezug sowohl zum Unitarismus als auch zum Universalismus, der eine Allaussöhnung Gottes mit den Menschen beansprucht.

## Glaubensaussagen
Die christlichen Unitarier beziehen sich in ihren Glaubensaussagen auf die Bibel als Heilige Schrift und unterstreichen dabei eine rationalistische Auslegung. Die meisten humanistisch orientierten unitarischen Gemeinschaften betonen dagegen, keine Dogmen und keine verbindlichen Schriften zu haben. Stattdessen haben sie sich auf gemeinsame Grundaussagen verständigt, die das Zusammenleben erleichtern und religiöse Orientierung geben sollen. Die reformatorischen christlichen Unitarier verfassten ebenfalls Glaubensbekenntnisse wie den Soner-Katechismus (verfasst von Ernst Soner), den Rakauer Katechismus von 1605 oder den 1864 vom Theologen József Ferencz vorgelegten Katechismus der Unitarischen Kirche Siebenbürgen. Ein Schlagwort der christlichen Unitarier ist Gott ist Einer.

### Rakauer Katechismus

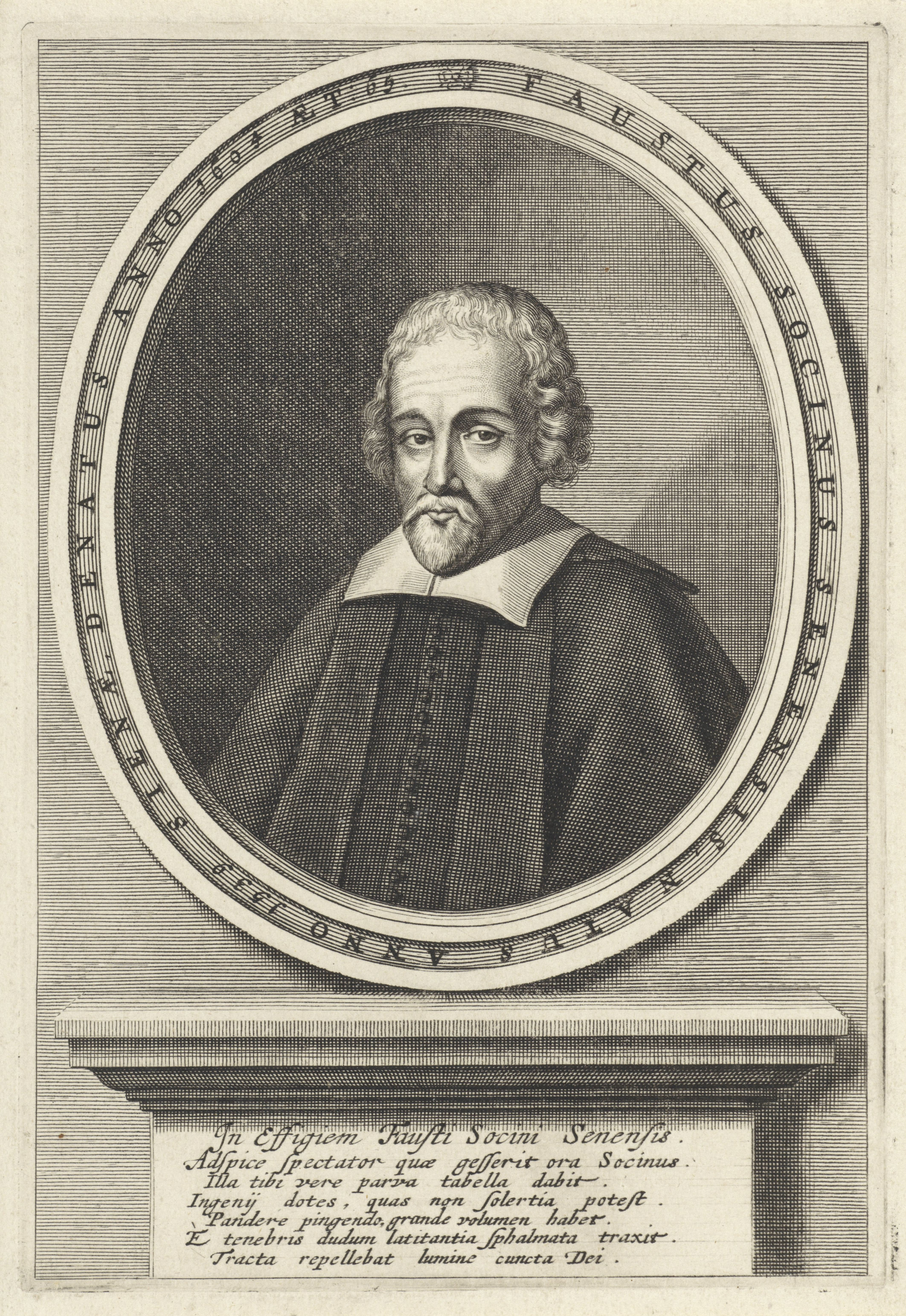
Fausto Sozzini, ein italienischer Theologe der Kirche der polnischen Brüder

Der Rakauer Katechismus von 1605 ist bis heute eine der bedeutendsten Bekenntnisschriften des Unitarismus. Zunächst von Fausto Sozzini begonnen, wurden die Arbeiten am Katechismus nach seinem Tod 1604 von Valentin Schmalz, Hieronymus Moskorzowski und Johann Völkel weitergeführt. Der Katechismus hatte den Anspruch, seine theologischen Positionen allein aus der Bibel heraus zu begründen; zugleich wurde jedoch betont, diese allein durch das Medium der Vernunft erkennen zu können. Der Katechismus wurde somit zum Ausdruck des religiösen Rationalismus der Unitarier im früh-neuzeitlichen Polen. In ihm wird unter anderem für Jesus als Mensch und Gottes Sohn, für den freien Willen und gegen die Erbsünde argumentiert. Die Taufe von Kindern wird als unbiblisch kritisiert, jedoch nicht gänzlich abgelehnt. Das Abendmahl wird als symbolhafte Erinnerungsfeier ohne die Verwandlung (Transsubstantiation) von Brot und Wein in Leib und Blut Christi verstanden.

### Drei Hauptprinzipien nach Wilbur
Earl Morse Wilbur hat in seinem zweibändigen Werk zur Geschichte des Unitarismus (1945) drei Hauptprinzipien herausgestellt, die kennzeichnend für das Selbstverständnis der unitarischen Bewegung im Allgemeinen sind (zitiert nach Walbaum: „Religiöser Unitarismus“, S. 4):
1. Vollständige geistige Freiheit in religiöser Hinsicht statt Gebundensein an Glaubensbekenntnisse oder Konfessionen
2. Uneingeschränkter Gebrauch der Vernunft in Dingen der Religion statt Verlass auf äußere Autorität oder Tradition der Vergangenheit
3. Weitgehende Toleranz gegenüber den verschiedenen religiösen Ansichten und Bräuchen statt Beharren auf Gleichförmigkeit in Lehre, Gottesdienst oder Verfassung

### Sieben Prinzipien der UUA

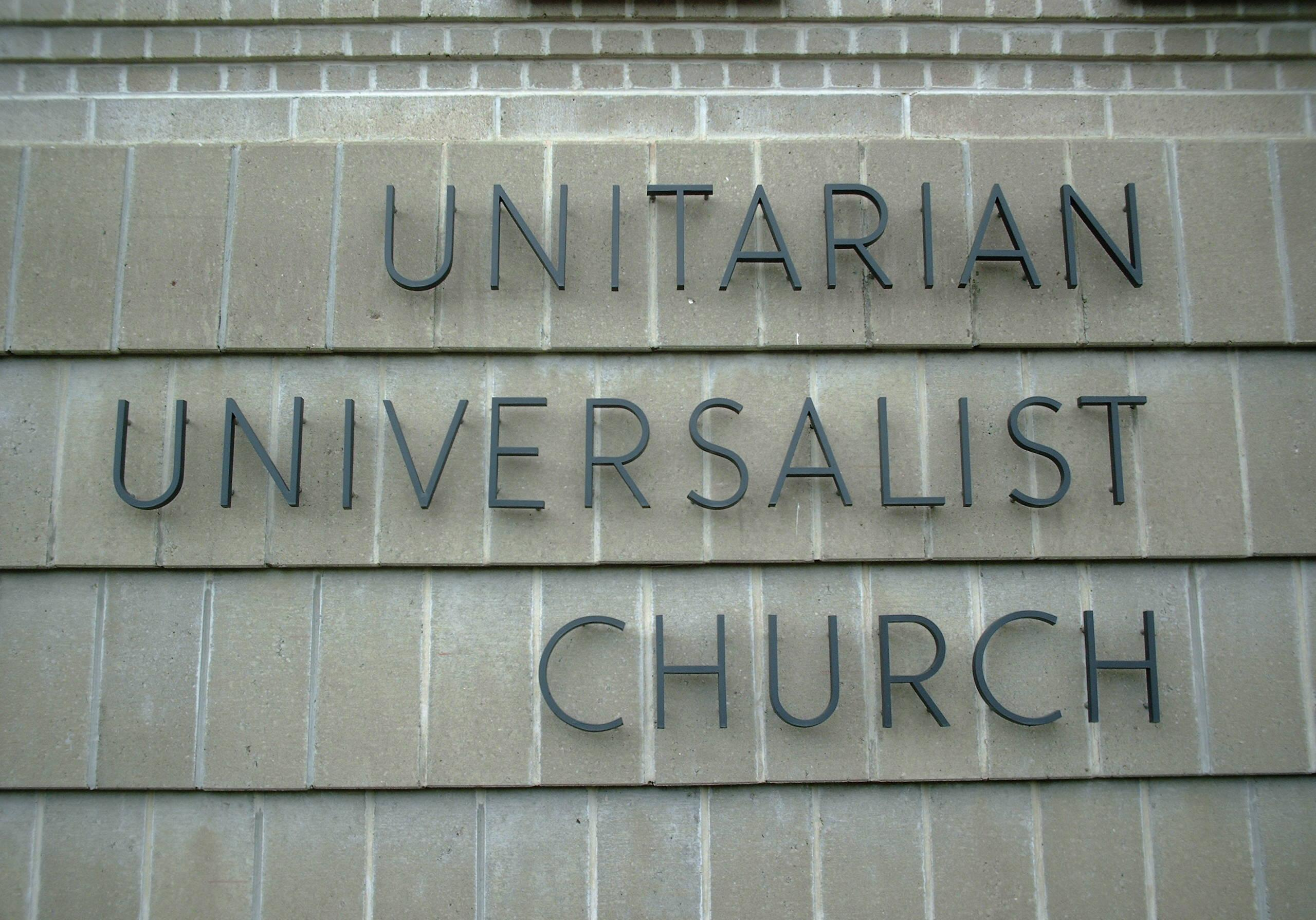
Die Unitarier in den Vereinigten Staaten schlossen sich mit den Universalisten zusammen und bilden dort heute eine pluralistische und liberale religiöse Bewegung (im Gegensatz zu anderen Ländern, darunter auch England, wo der Unitarismus eigenständig blieb)

Die Satzung der Unitarian Universalist Association (UUA) enthält sieben Grundsätze, die für alle Mitgliedsorganisationen verbindlich sind und die jedes Mitglied bejaht und befördert:
1. Wert und Würde, die jedem Menschen angeboren sind
2. Gerechtigkeit, Gleichheit und Mitgefühl in menschlichen Beziehungen
3. Gegenseitige Anerkennung und Ermutigung zu spiritueller Entwicklung innerhalb unserer Gemeinschaft
4. Freie und verantwortungsbewusste Suche nach Wahrheit und Sinn
5. Recht auf Gewissensfreiheit und demokratischer Umgang in unserer Gemeinschaft und der Gesellschaft allgemein
6. Das Ziel einer Weltgemeinschaft mit Frieden, Freiheit und Gerechtigkeit für alle
7. Ehrfurcht vor dem verwobenen Geflecht allen Daseins, von dem wir ein Teil sind

### Core Principles der UCEC
Ähnlich wie die UUA hat auch die christlich ausgerichtete Unitarian Christian Emerging Church (UCEC) acht Grundsätze aufgestellt. Dort werden unter anderem die Einheit von Gott, der Zugang zu Ethik und Glauben über Jesus Christus, die Liebe als Kern des Christentums und der Stellenwert von Vernunft und Gebet hervorgehoben.

### Grundgedanken der deutschen Unitarier
Die deutschen Unitarier – Religionsgemeinschaft freien Glaubens haben seit den 1970er Jahren ihre gemeinsamen Glaubensaussagen in einem demokratischen Prozess entwickelt und beschlossen. Die sogenannten „Grundgedanken“ (die derzeit gültige Fassung wurde 1995 verabschiedet) umfassen Aussagen zur Religion im Allgemeinen, zum unitarischen Glauben, zum Leben, zum Menschen und zum Zusammenleben.

## Organisation
Unitarische Gemeinschaften sind überwiegend dezentral organisiert. Die weitgehend selbständigen unitarischen Gemeinden werden grundsätzlich von einem Pfarrer, Reverend oder Gemeindeleiter geleitet. Ihm zur Seite steht zumeist ein Gremium von demokratisch gewählten Gemeindevertretern, die die organisatorischen und finanziellen Belange verantworten. Gemeinden oder regionale Gemeindeverbünde sind wiederum in nationalen und weltweiten Dachorganisationen zusammengefasst.
Unitarische Dachverbände sind beispielsweise EUU, UUA und ICUU.

## Geschichte
Schon im ersten Jahrhundert des Christentums stritten Antitrinitarier, die sogenannten Monarchianer, für die Einheit Gottes und verwarfen die Vorstellung von Jesus als Gottmenschen. Ihre Vertreter waren u. a. Paul von Samosata, Praxeas, Noetus und Sabellius. Die Kirchengeschichte des 4. Jahrhunderts wurde schließlich wesentlich von dem Arianischen Streit zwischen antitrinitarischen Arianern und den Trinitariern bestimmt. Im Mittelalter lassen sich Amalrich von Bena und David von Dinanto zu Antitrinitariern zählen, die als Häretiker aufgefasst wurden.

### Reformation

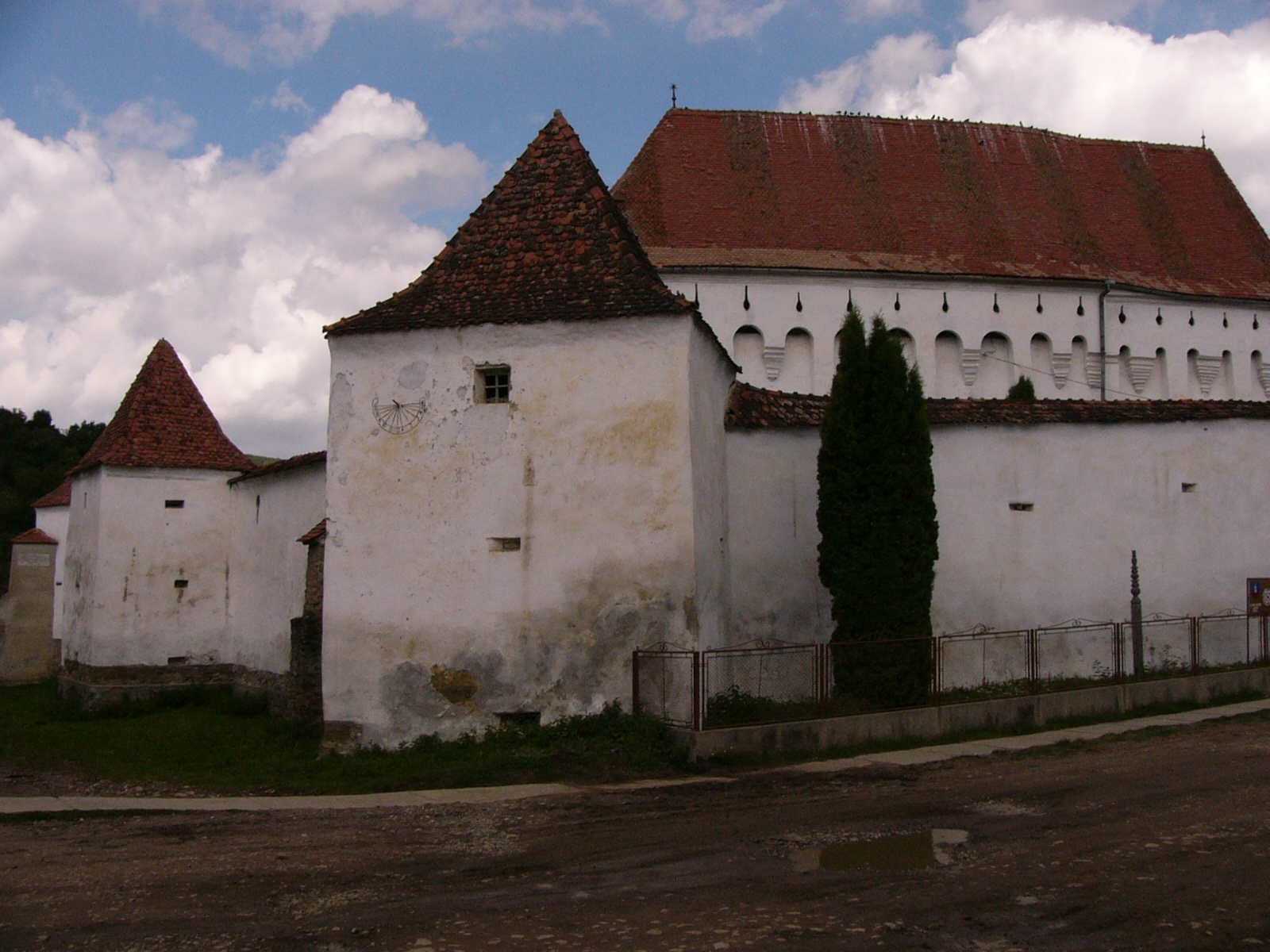
Unitarische Festung-Kirche in Dârjiu, gebaut im 13. Jahrhundert (UNESCO World Heritage List)

Frühe Vertreter des reformatorischen Antitrinitarismus in Deutschland waren unter anderem die Heidelberger Theologen Johannes Sylvanus und Adam Neuser. Beide wurden vom calvinistisch geprägten Fürstenhaus in der Pfalz als Ketzer angesehen und deshalb verfolgt. Neuser konnte nach Siebenbürgen flüchten, wo er sich den dortigen Unitariern anschloss; Sylvanus dagegen wurde am 23. Dezember 1572 auf dem Heidelberger Rathausmarkt hingerichtet, nachdem sich ein Rechtsgutachten der lutherisch geprägten Universität in Wittenberg für die Hinrichtung ausgesprochen hatte. Auch im Umfeld der Täuferbewegung kam es zu antitrinitarischen Positionierungen. Zu nennen wären hier vor allem Ludwig Hätzer und Adam Pastor. Zur Herausbildung des eigentlichen Unitarismus trugen vor allem antitrinitarische Intellektuelle wie Michel Servet, Matteo Gribaldi, Lelio Sozzini, Fausto Sozzini und Petrus Gonesius bei.
Bereits 1531 hatte der spanische Theologe Servet in seiner Abhandlung De Trinitatis erroribus das Dogma der Trinität verworfen. Nach Servets Hinrichtung wurden seine Gedanken vor allem von italienischen Intellektuellen wie Matteo Gribaldi, Lelio Sozzini und Fausto Sozzini aufgegriffen und weiterentwickelt. Basierend auf Servets Ideen formulierte Gribaldi eine Theologie des subordinatianischen Tritheismus, die anschließend von seinem Schüler Petrus Gonesius in Polen und Litauen verbreitet wurde. Mit Gonesius fand so ein Transfer antitrinitarischer Positionen von Italien nach Osteuropa statt, wo sich unter dem Schutz religiös toleranter Könige dauerhaft unitarische Kirchen bilden konnten. In Ländern wie Deutschland oder der Schweiz dagegen wurden Antitrinitarier weiter als Häretiker verfolgt und umgebracht. In Norditalien konnten sich antitrinitarische Gemeinden zeitweise noch als Untergrundbewegung halten. Obwohl sich Servets Theologie in einigen Punkten wie der Präexistenz Christi noch deutlich von denen der späteren Unitarier in Polen und Siebenbürgen unterschied, wird Servet bis heute von den meisten christlichen wie auch humanistischen Unitariern als Pionier der unitarischen Idee angesehen.

### Mittel- und Osteuropa

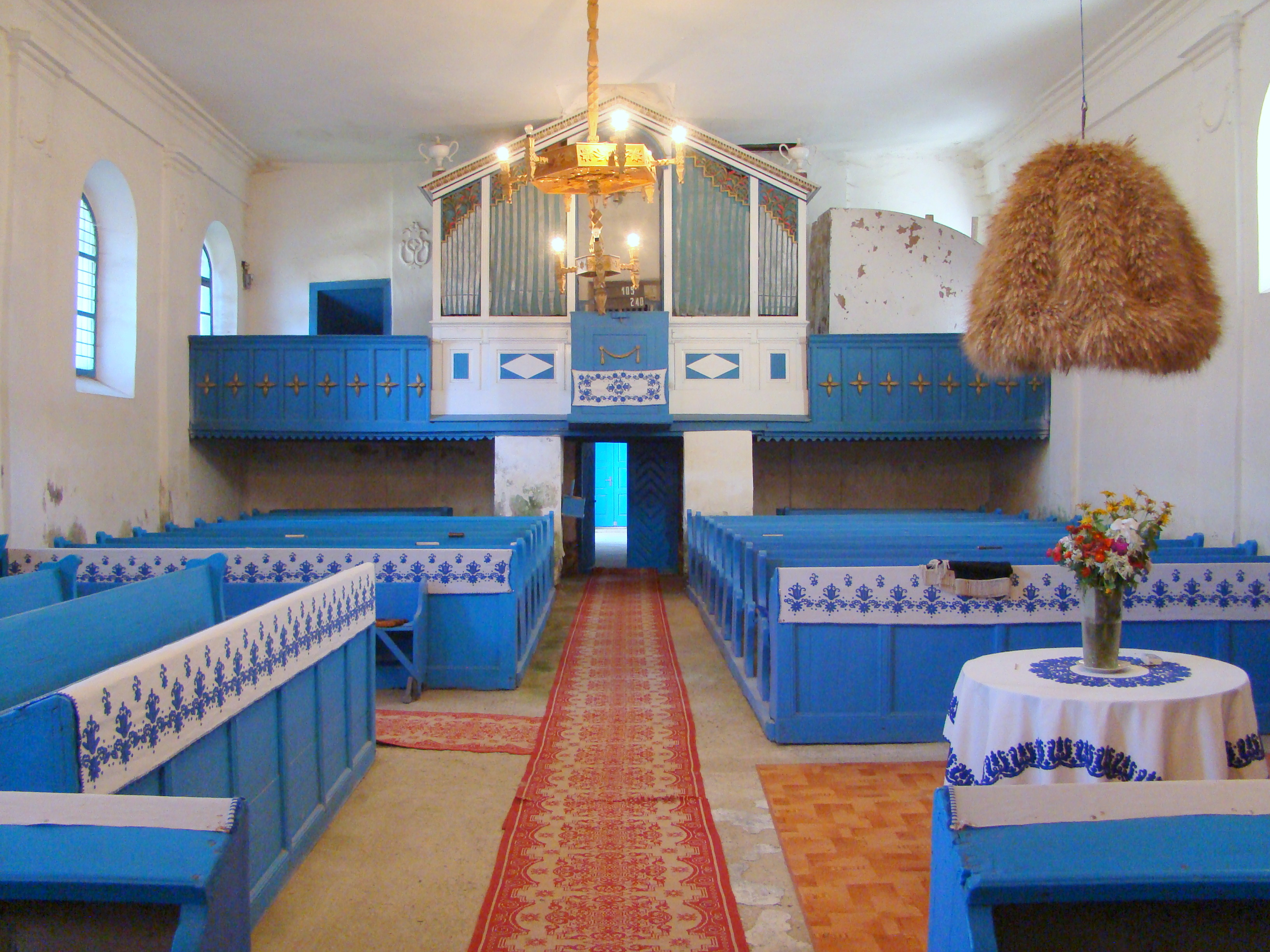
Das Innere der unitarischen Kirche in Roua in Siebenbürgen

Größere unitarische Kirchen bildeten sich vor allem in Polen-Litauen sowie in Ungarn und Siebenbürgen. Die polnisch-litauischen Unitarier konstituierten sich bereits im Jahr 1565. Sie wurden auch unter dem Namen Polnische Brüder bekannt. Eine große Rolle bei der Gründung der Polnischen Brüder spielte der polnisch-litauische Theologe Petrus Gonesius. Einen nicht unbedeutenden Einfluss bei der weiteren Entwicklung der polnischen Unitarier hatte auch der von Lelio Sozzini und seinem Neffen Fausto Sozzini begründete Sozinianismus. Besonders in der Frühphase waren die Polnischen Brüder stark von der radikal-reformatorischen Täuferbewegung beeinflusst. Zentrum der Polnischen Brüder und des polnischen Sozinianismus war die polnische Stadt Raków. Mit der beginnenden Gegenreformation Mitte des 17. Jahrhunderts wurden die Polnischen Brüder größtenteils vertrieben und fanden unter anderem in Siebenbürgen und den Niederlanden Aufnahme.
Die Unitarier in Ungarn und Siebenbürgen etablierten sich 1568. Mit dem Edikt von Torda wurden sie erstmals mit anderen Konfessionen gleichgestellt. Einen großen Einfluss übten hierbei Giorgio Biandrata und Franz Davidis aus. Auf Franz Davidis geht der innerhalb der unitarischen Kirche Siebenbürgens verbreitete Nonadorantismus zurück, der auch täuferische Elemente mit aufgenommen hatte und die Anrufung Jesu ablehnte. Ein bedeutendes Netzwerk des frühen Nonadorantismus bildete damals der Kreis um János Gerendi. Aus einem Teil des Nonadorantismus entwickelten sich Ende des 16. Jahrhunderts die Sabbatarier. Einen Einschnitt in der Geschichte der siebenbürgischen Unitarier und Sabbatarier stellte die 1638 vom Landtag beschlossene Complanatio Deesiana dar, die u. a. die Verfolgung der Sabbatarier einleitete. Die unitarische Kirche in Siebenbürgen besteht bis heute. Anders als die Mehrzahl unitarischer Gemeinschaften sind die siebenbürgischen Unitarier nicht kongregationalistisch strukturiert und haben deshalb einen Superintendenten.

### Großbritannien

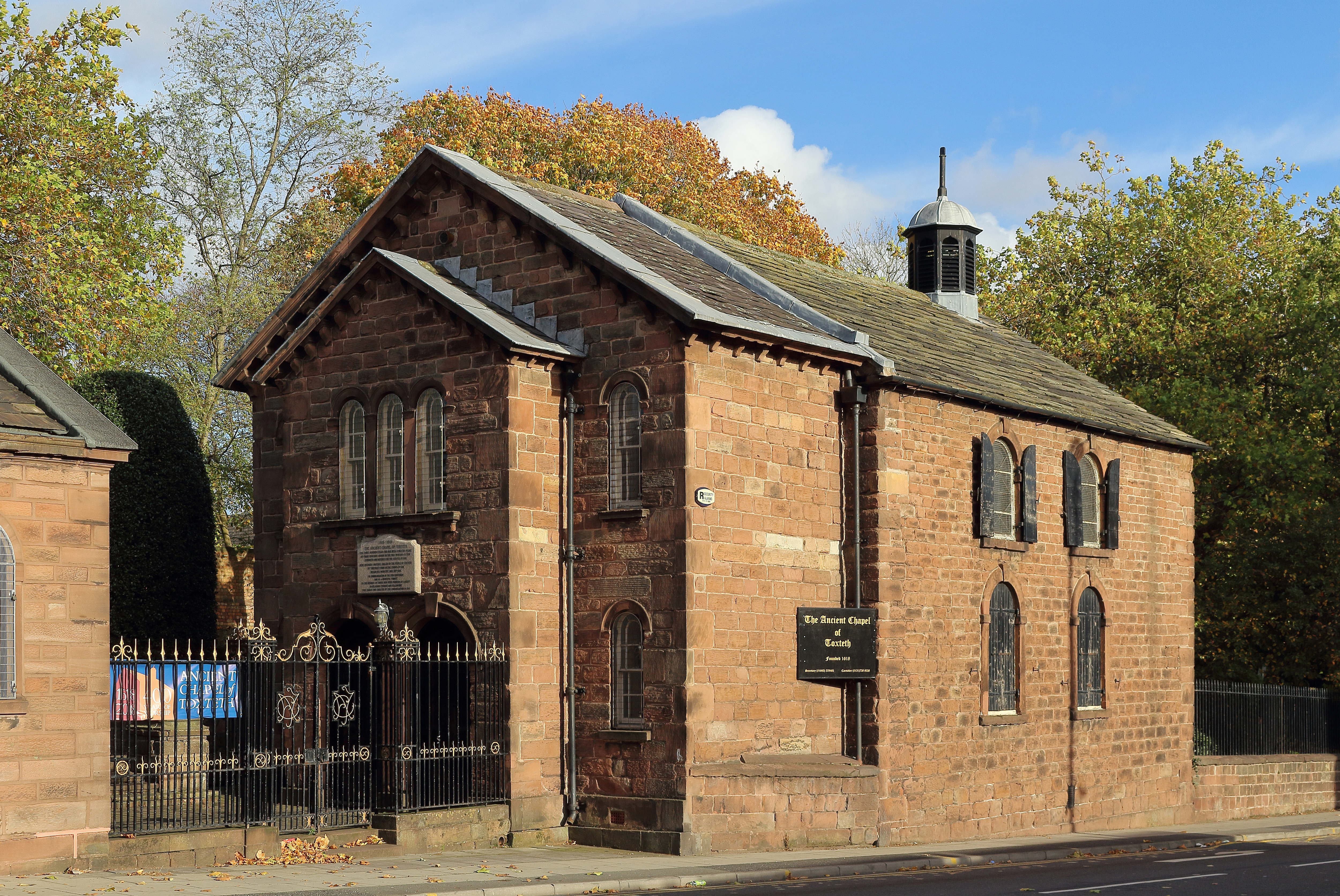
Unitarische Kirche in Liverpool-Toxteth

Bereits im 16. Jahrhundert lassen sich antitrinitarische Positionen in Großbritannien feststellen. Zu nennen sind unter anderem die Theologen John Assheton und Bartholomew Legat. Im 17. Jahrhundert machte sich vor allem auf literarischem Gebiet der Sozianismus geltend. In London bestand zeitweise ein sozinianischer Zirkel. Zu einer unitarischen Gemeindebildung kam es jedoch erst im Zuge der Aufklärung im Jahr 1774, als mit der Essex Street Chapel die erste englische Unitarierkirche gegründet wurde. Im Jahr 1813 wurde auch in Schottland ein unitarischer Gemeindeverband gegründet.
Im Jahr 1928 wurde schließlich die General Assembly of Unitarian and Free Christian Churches (GAUFCC) als Dachverband der britischen Unitarier und Freien Christen gegründet. Hierzu gehört auch die 1991 gegründete Unitarian Christian Association, die vor allem die christlichen Unitarier vertritt.

### Nordamerika

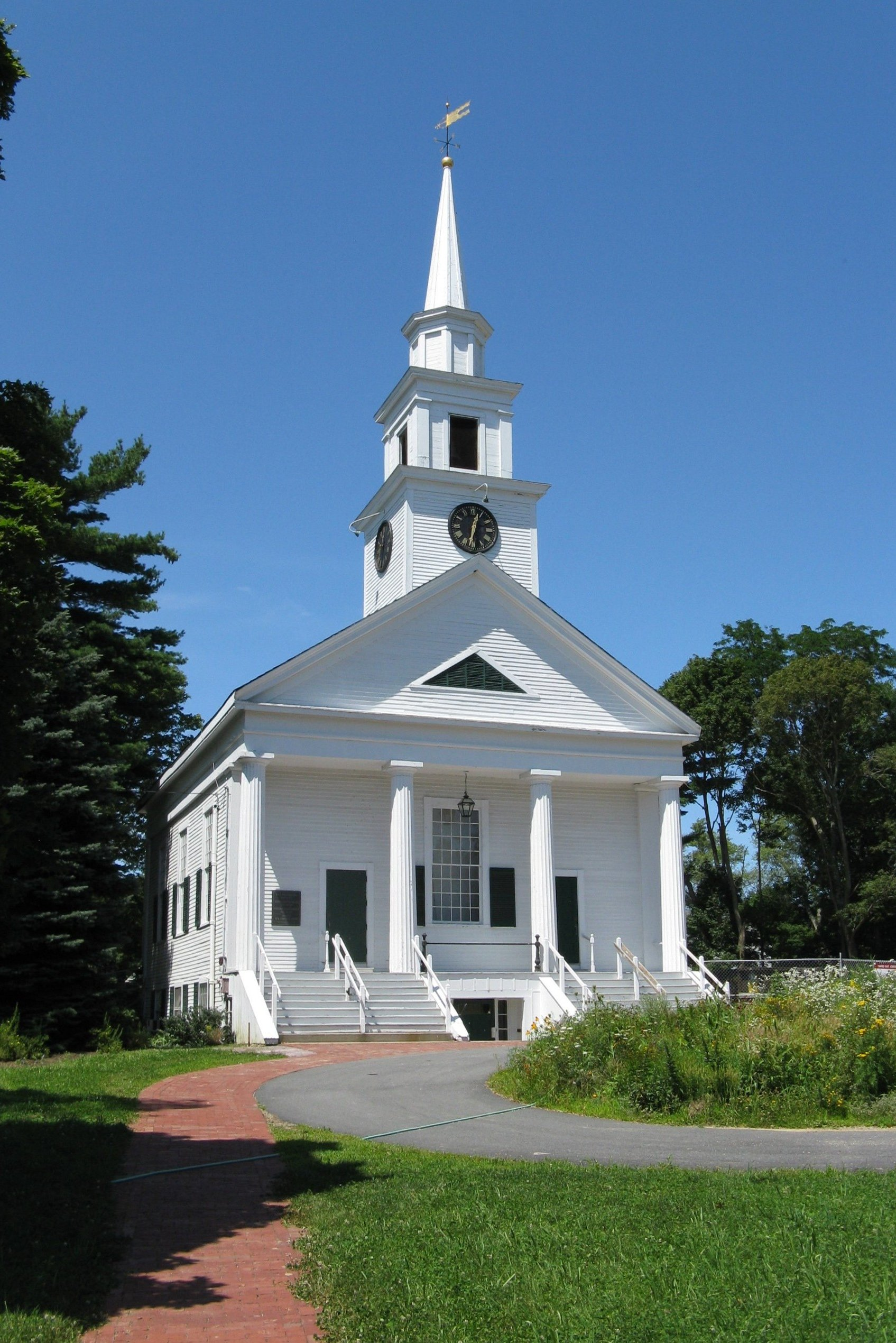
Unitarische Kirche in Sharon in Massachusetts

Der Unitarismus in den Vereinigten Staaten entwickelte sich im Wesentlichen wie in England. Er durchlief die Stadien vom frühen klassischen theologischen Unitarismus (Antitrinitarismus) über den Einfluss des Transzendentalismus und Rationalismus bis zur heutigen größtenteils säkular-humanistisch ausgerichteten unitarisch-universalistischen Kirche. Als Grundlage diente eine großzügige Aufnahme der Ergebnisse der vergleichenden Religionswissenschaft. Schwerpunkt des amerikanischen Unitarismus war im 18. und 19. Jahrhundert vor allem Neuengland. Besonders im frühen 19. Jahrhundert bildeten sich innerhalb des neuenglischen Kongregationalismus zahlreiche konfessionell eigenständige unitarische/antitrinitarische Gemeinden heraus. Diese als „Unitarian Controversy“ bezeichnete Entwicklung wurde durch die sogenannte Dedham-Entscheidung des Obersten Gerichtshofs in Massachusetts beschleunigt. 
Die Entwicklung des unitarischen Denkens in den USA umfasst drei Perioden. Die erste, von 1800 bis 1835, war im Wesentlichen beeinflusst durch die englische Philosophie, semi-supranaturalistisch, nicht vollständig rationalistisch, der Philanthropie und dem praktischen Christentum verpflichtet. Dr. Channing war ihr prominenter Vertreter.
Die zweite Phase (1835–1885) war wesentlich beeinflusst durch den deutschen Idealismus (siehe Transzendentalismus), in zunehmendem Maße rationalistisch, obwohl ihre Theologie reichlich Anteile von Mystizismus aufwies. Die dritte Periode begann etwa 1885 als Periode des Rationalismus, der Anerkennung einer universalen Religion, und der breiten Akzeptanz wissenschaftlicher Methoden und Ideen sowie als ethischer Versuch, die höheren Ziele des Christentums zu verwirklichen.
1961 vereinigte sich die American Unitarian Association mit der Universalist Church of America zur Unitarian Universalist Association of Congregations (UUA). Neben der UUA bestehen in Nordamerika weiter auch christlich ausgerichtete unitarische Organisationen wie die 2019 gegründete Unitarian Christian Alliance (UCA) und die Unitarian Christian Church of America (UCCA).
Das Canadian Unitarian Council (CUC) wurde bereits im Mai 1961 gegründet; doch bis ins Jahr 2002 wurden die lokalen unitarischen Gemeinden Kanadas noch durch die US-amerikanische Unitarian Universalist Association of Congregations (UUA) betreut.

### Skandinavien

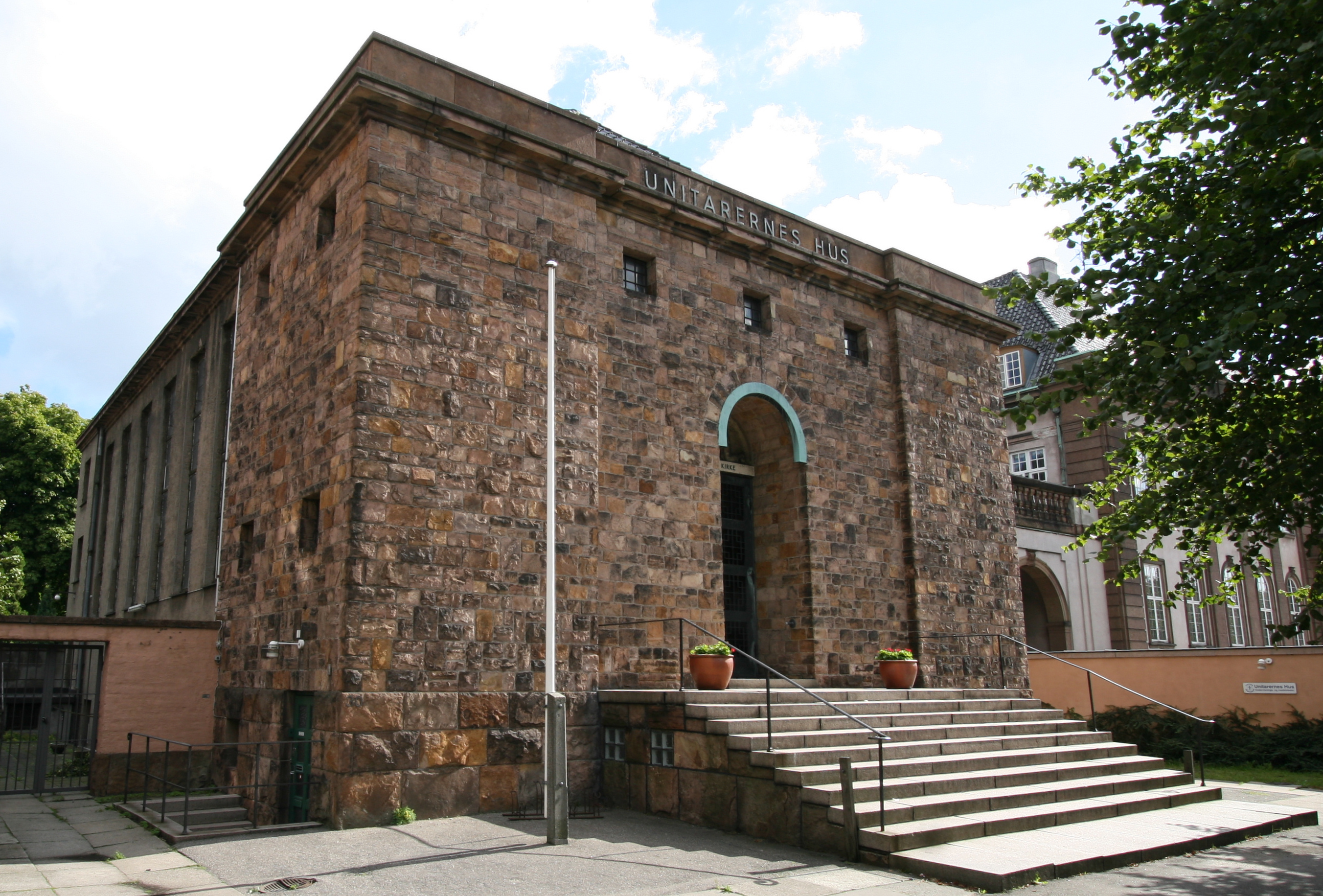
Unitarernes Hus in Kopenhagen

Der Unitarismus in den skandinavischen Ländern geht wesentlich auf den norwegischen Schriftsteller und Prediger Kristofer Janson zurück, der die Unitarier Ende des 19. Jahrhunderts auf Reisen in Nordamerika kennen gelernt hatte. 1895 wurde auf seine Initiative hin die erste unitarische Gemeinde Norwegens unter dem Namen Broderskabets Kirke – Unitarisk Samfund (Kirche der Bruderschaft – Unitarische Gesellschaft) gegründet. Die Gemeinde bestand nur bis 1937. 1995 wurde sie wiedergegründet, und 2005 wurde sie staatlich als Unitarforbundet Bét Dávid (Unitarierverband Bét Dávid) anerkannt. Die erste unitarische Gemeinde in Dänemark wurde 1900 von dem zuvor aus der lutherischen Dänischen Volkskirche ausgetretenen und mit Kristofer Janson in Verbindung stehenden Pfarrer Uffe Birkedal gegründet. Bekannte skandinavische Unitarier jener Zeit waren unter anderem Edvard Grieg und seine Frau Nina, die auch den Bau des Unitarernes Hus in Kopenhagen unterstützte, sowie Mary B. Westenholz, die Tante Karen Blixens und bekannte dänische Frauenrechtlerin. Die Gemeinde besteht bis heute unter dem Namen Unitarisk Kirkesamfund (Unitarische Kirchengesellschaft). Während die norwegischen Unitarier sich weiterhin als christliche Unitarier verstehen, sind die dänischen Unitarier inzwischen der humanistischen Richtung des Unitarismus zuzurechnen.
Erste unitarische Ansätze in Schweden gab es unter den Schriftstellern Viktor Rydberg und Klas Pontus Arnoldson. Letzterer gründete 1871 unter dem Einfluss der Schriften des unitarischen Schriftstellers Theodore Parker eine liberale Gemeinde mit Namen Sanningssökarna („Wahrheitssucher“). Die Kirche, die die Zeitschrift Sanningssökaren herausgab, wurde jedoch nicht als christliche Kirche anerkannt. 1974 folgte nach Kontakten mit dänischen Unitariern die Gründung der Fria Kyrkan i Sverige, die sich nach Kontakten mit siebenbürgischen Unitariern 1999 in Unitariska Kyrkan i Sverige umbenannte, um so den christlich-unitarischen Bezug zu verdeutlichen. Die Kirche bestand bis 2008.

### Deutschland
Mit der Reformationszeit verbreiteten sich auch in Deutschland antitrinitarische Positionen, die sich jedoch vor dem Hintergrund der zunehmenden Repression gegenüber nonkonformistischen Strömungen meist nicht auf Dauer halten konnten. Verwiesen sei unter anderem auf die Hinrichtung von Johannes Sylvanus. Auch der Dissidentenkreis um den unitarischen Theologen Ernst Soner an der Universität Altdorf im 17. Jahrhundert wurde zerschlagen. Ansätze von Johann Joachim Röling, in Ostfriesland unitarische Gemeindestrukturen aufzubauen, waren ebenfalls erfolglos. Vor allem im preußischen Raum konnten sich auch längere Zeit Gemeinden der Polnischen Brüder halten. So spaltete sich zum Beispiel die unitarische Gemeinde in Danzig in den 1580er Jahren unter Frühung des früheren Danziger Stadtschreibers Matthäus Radecke von der dortigen mennonitischen Gemeinde ab; die Unitariergemeinde in Andreaswalde bestand noch bis ins 19. Jahrhundert. Vereinzelt konnten sich auch in anderen Orten für kurze Zeit Gemeinden halten. So gab es bis zum Jahr 1666 eine unitarische Gemeinde im kurpfälzischen Mannheim, die größtenteils aus geflüchteten Polnischen Brüdern bestand. Die Gemeindegebäude befanden sich, zusammen mit denen eines etwa zur gleichen Zeit etablierten hutterischen Bruderhofes, im heutigen Stadtquadrat E 6. Auch in Lübeck siedelten sich 1664 vertriebene polnische Unitarier an. Im damals außerhalb der deutschen Grenzen gelegenen schleswigschen Friedrichstadt konnte sich zu Beginn der 1660er Jahre ebenfalls für kurze Zeit eine unitarische Gemeinde halten und ein Gebäude am Mittelburggraben 3 erwerben.
Die heutige pantheistische Unitarier – Religionsgemeinschaft freien Glaubens entwickelte sich dagegen nicht aus unitarischen Gemeinden, sondern aus den seit 1876 existierenden freien protestantischen Gemeinden in Rheinhessen. Erst auf Initiative des damaligen Pfarrers Rudolf Walbaum wurde nach Kontakten mit nordamerikanischen Unitariern dem Namen „Religionsgemeinschaft Freier Protestanten“ der Beiname „Deutsche Unitarier“ hinzugefügt. Nach dem Ende des Zweiten Weltkrieges bildeten sich zahlreiche neue Gemeinden aus Menschen, die keinem christlichen Bekenntnis angehörten. So kamen auch frühere Mitglieder der Deutschen Glaubensbewegung zu den Deutschen Unitariern. Der Zustrom vieler neuer Mitglieder unterschiedlicher weltanschaulicher Herkunft führte zu Konflikten und Austritten. 1950 nahm die Religionsgesellschaft den Namen „Deutsche Unitarier Religionsgemeinschaft“ an. 1954 kam es zum Austritt der freiprotestantischen „Urgemeinden“. Weitere interne Konflikte führten 1987 zur Abspaltung des völkisch-pantheistischen „Bundes Deutscher Unitarier, Religionsgemeinschaft europäischen Geistes“. 2015 benannte sich die Deutsche Unitarier Religionsgemeinschaft in Unitarier – Religionsgemeinschaft freien Glaubens um.
Die Unitarische Freie Religionsgemeinde (Frankfurt am Main) K.d.ö.R. ging aus der Freireligiösen Bewegung hervor. 1845 wurde in Frankfurt die „Deutsch-Katholische Gemeinde“ gegründet. 1859 nahm diese zusätzlich den Namen „freie religiöse“ oder „freireligiöse“ Gemeinde an. In diesem Jahr wurden der Religionsgemeinschaft die Körperschaftsrechte (als Körperschaft des öffentlichen Rechts) verliehen, die 1930 in Preußen und 1984 durch das Hessische Kultusministerium bestätigt wurden. 1921 verkürzte sie ihren Namen in „Freireligiöse Gemeinde“. Seit 1926 nannte sie sich „Unitarische freireligiöse Gemeinde“. 1927 schloss sie sich mit den Deutschen Unitariern zum „Deutschen Unitarierbund“ zusammen, der 1935 verboten wurde. 1948 erfolgte die Umbenennung in „Unitarische Freie Religionsgemeinde“.
Die Unitarische Kirche in Berlin (UKiB) wurde 1948 von Pfarrer Hansgeorg Remus gegründet und ist eine eigenständige Organisation.

### Österreich
Im 19. Jahrhundert bestand auch in Wien kurzzeitig eine unitarische Gemeinde. Gegründet wurde sie 1868 von dem Schriftsteller Karl August Forstner. Die Gemeinde fußte auf der zuvor gegründeten neukatholischen (deutschkatholischen) Gemeinde und hatte im Frühjahr 1869 etwa 342 Mitglieder in 78 Familien. Zudem gab es 53 Mitglieder in Graz, wo ebenfalls Pläne für die Gründung einer unitarischen Gemeinde bestanden. Die erhoffte staatliche Anerkennung der christlich-unitarischen Gemeinde blieb jedoch aus; das Kultusministerium argumentierte, die Anerkennung komme allein den Unitariern in Ungarn und Siebenbürgen zu. Zudem zeigte sich bereits 1871 die Schwierigkeit, theologischen Nachwuchs zu gewinnen.